# Serro
Serro là một đô thị thuộc bang Minas Gerais, Brasil. Đô thị này có diện tích 1217,645 km², dân số năm 2007 là 21494 người, mật độ 18,1 người/km².